# Клаудио Кјапучи
Клаудио Кјапучи (итал. Claudio Chiappucci; 28. фебруар 1963) је бивши италијански професионални бициклиста у периоду од 1985. до 1999. године. Кјапучи је двоструки победник брдске класифијације на Тур де Франсу, а три пута је завршавао Тур на подијуму. На Ђиру је освајао три пута брдску класификацију и три пута је завршио на подијуму.

## Каријера
Кјапучи је почео да вози 1983. а пре преласка у професионалце 1985. забележио је две победе.
Првих година у професионалцима није имао много успеха, за пет година остварио је четири победе. Освојио је етапу на Туру Швајцарске 1985. и на Париз—Ници 1987. а 1989. је освојио трке Имола—Сан Марино и Ђиро Пијемонта. Исте године је освојио друго место на Ђиро дел Трентину, а возио је први Тур де Франс и завршио га је на 81 месту у генералном пласману. Након слабијих сезона, 1990. је имао доста успеха. освојио је брдску класификацију на Ђиру и друго место на Туру, где је остао два минута иза Грега Лемонда. Кјапучи је изненађујуће узео жуту мајицу након бега од 10 минута, али је на хронометру на 20 етапи, Лемонд надокнадио заостатак. Након освајања другог места, Кјапучи се вратио кући са статусом звезде, јер је постао први Италијан који је освојио подијум од 1972. када је Феличе Ђимонди освојио друго место.
1991. Кјапучи је почео победом у Ламброну, а затим је освојио Тур Баскијске земље и класик Милан—Сан Ремо. Те године возио је и Ђиро и Тур. На Ђиру је освојио друго место, оставши у сенци Мигела Индураина, као и на Туру, где је освојио треће место и брдску класификацију, након Тура, остварио је још две победе. 1992. остварио је 14 победа, освојио је Фиренцу, Ђиро дел Трентино и Ђиро дела Апенино. На Ђиро д’Италији освојио је друго место и брдску класификацију, а затим је то исто поновио и на Тур де Франсу. Најпознатију победу остварио је на етапи 13, када је напао на првом успону, 245 километара до циља и био је први на свих пет успона тог дана, изједначивши резултат Фауста Копија од пре 40 година, на крају је тријумфовао испред Индураина. На крају сезоне, остварио је неколико победа, а завршио је други на трци Класико РЦН и Ђиро ди Ломбардији и седми на светском првенству.
1993. освојио је меморијални турнир Гастоне Ненчини, трку у Фиренци и куп Сабатини, након чега је завршио шести на Лијеж—Бастоњ—Лијежу и други у генералном пласману Тура Романдије. На Ђиро д’Италији освојио је треће место и брдску класификацију и етапу 14. То му је био задњи подијум на гранд тур тркама. Иако се очекивао нови велики окршај Индураина и Кјапучија на Тур де Франсу, Кјапучи је био ван форме у завршио је тек на шестом месту, победивши на једној етапи. То је био задњи успех Кјапучија на Туру. До краја сезоне освојио је класик Сан Себастијан и Јапан куп.
Прва велика победа 1994. била му је освајање Вуелта Каталоније и Јапан купа на крају сезоне. На Ђиру је освојио пето место, док је Тур напустио током 12 етапе. На светском првенству освојио је бронзану медаљу. 1995. је била задња сезона у којој је биљежио добре резултате, освојио је меморијални турнир Гастоне Ненчини, затим Кремону, Грандиу и Ницу. На Ђиру је освојио четврто, а на Туру 11 место. И на класицима је имао добрих резултата: седмо место на Лијеж—Бастоњ—Лијежу, осмо на Милан—Сан Рему, 13 место на Амстеловој златној трци и најбољи пласман имао је на Фландрији, где је освојио четврто место.
У наредне три године остварио је само једну победу, освојио је трку у Тулузу при крају 1998. године. 1996. Тур де Франс је завршио на 37 месту, 1997. возио је по први пут Вуелта а Еспању, где је завршио на 11 месту. Задњи Гранд тур возио је 1998. године, завршио је Ђиро на 60 месту.

## Допинг
Кјапучи је користио услуге доктора Франческа Конконија, који је оптужен да је давао ЕПО бициклистима. Прегледани су медицински извештаји од 1993. до 1995. укључујући и Кјапучија. Сви тестови су показали индикације за коришћење ЕПО-а. 1997. је Кјапучи признао да је користио ЕПО од 1993. али је касније променио исказ.